# Machsike Hadas (Kopenhagen)

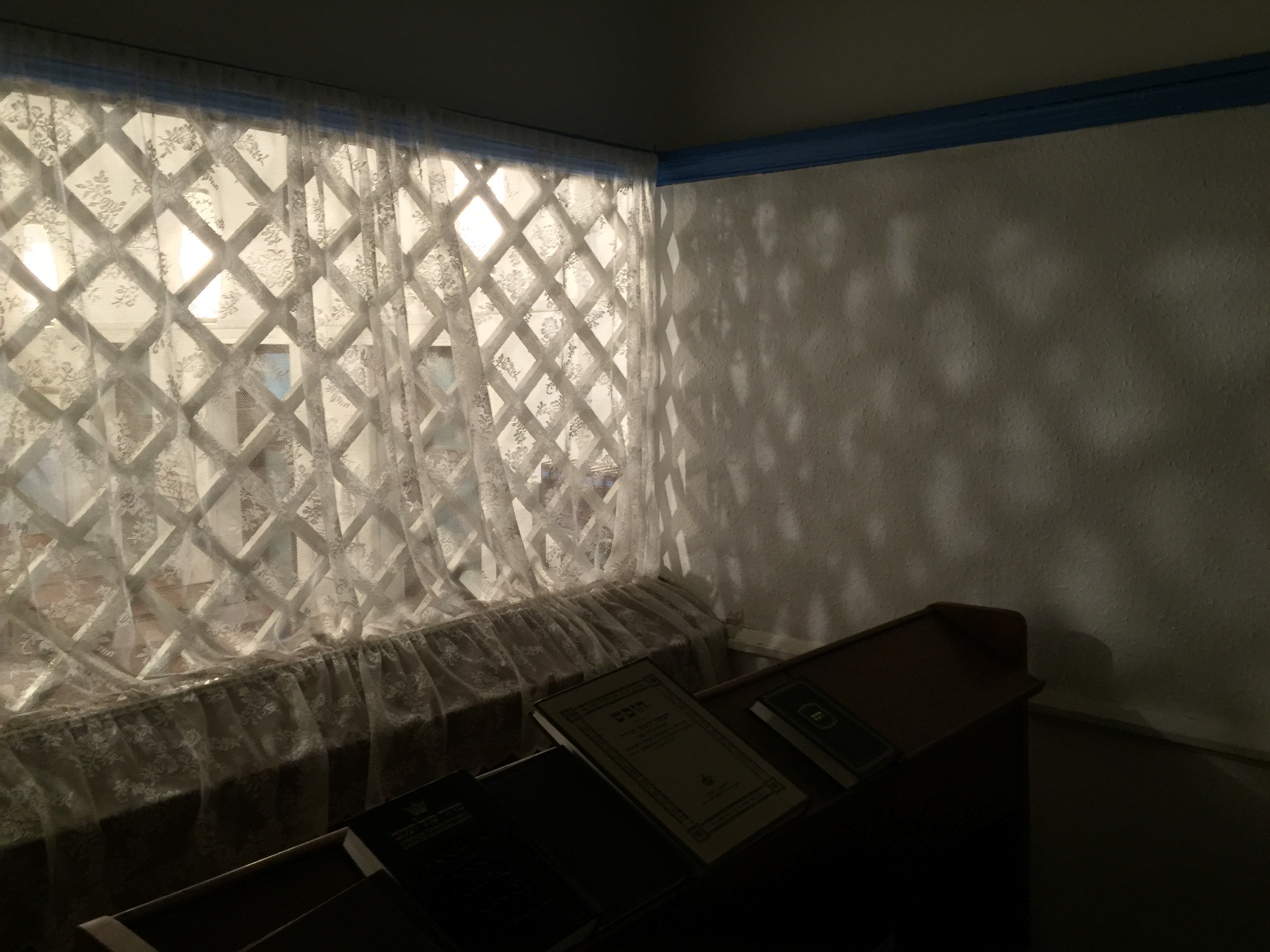

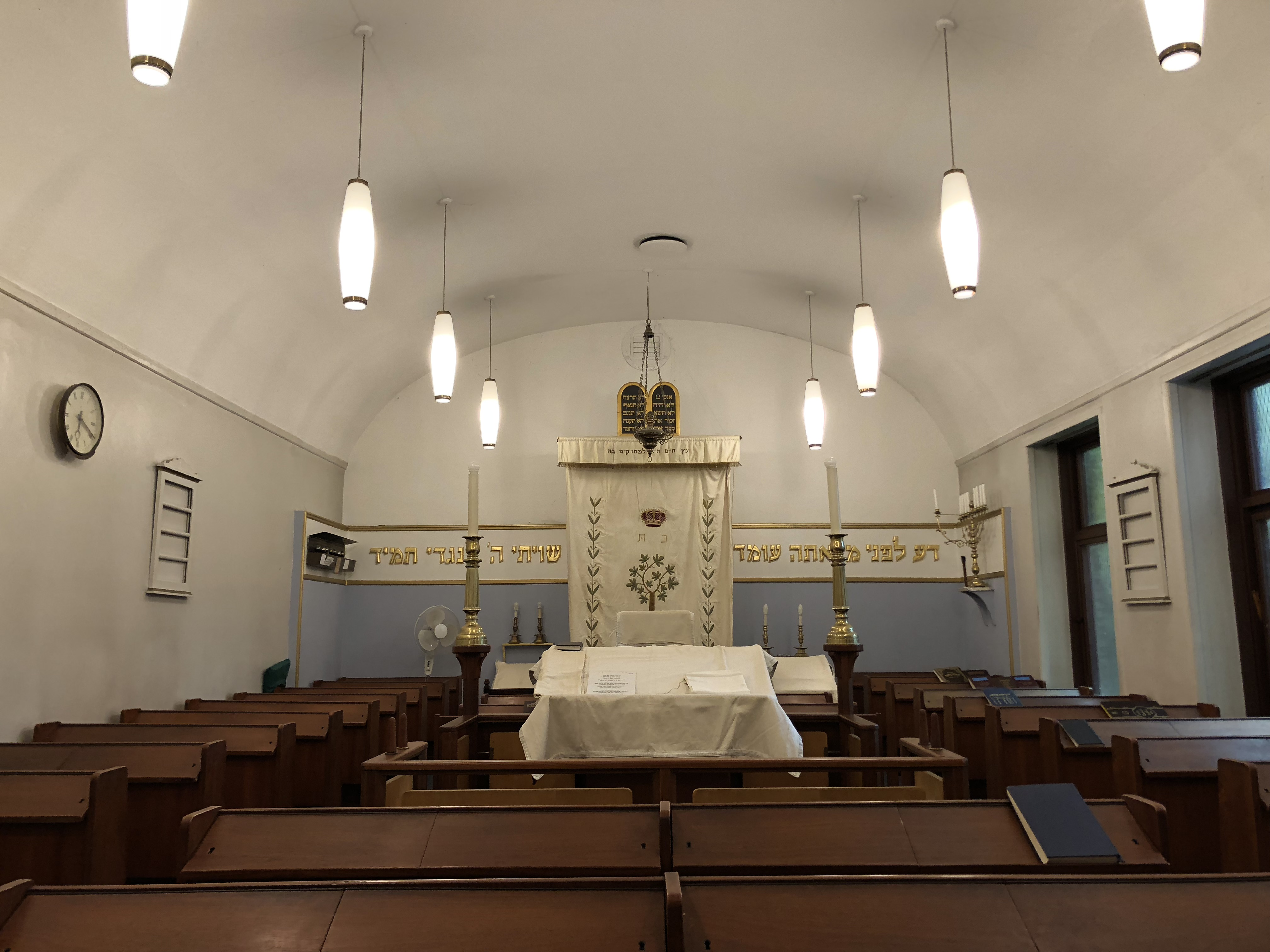
Innenraum der Synagoge (2018)

Machsike Hadas (hebräisch:מחזיקי הדת, „die am Glauben festhalten“)  ist eine ultraorthodoxe Synagoge in der dänischen Hauptstadt Kopenhagen.

## Geschichte
Machsike Hadas wurde 1910 nach einem Konflikt des damaligen dänischen Oberrabbiners Tobias Lewenstein mit der Einheitsgemeinde gegründet. Ursprung des Konfliktes waren unter anderem die Tradition der dänisch-jüdischen Gemeinde, Kinder von jüdischen Vätern kurz vor dem Bar-Mitzwa-Alter in das Judentum aufzunehmen, und das selbst dann, wenn diese Familien sich nicht an die jüdischen Speisegesetze hielten. Zudem wollte Lewenstein keine Frauen zum Judentum konvertieren lassen, wenn diese dies nur aus Liebe zu einem jüdischen Mann machen würden. Nach einem Eklat in der Gemeinde, bei dem mehrere Gemeindemitglieder den Stuhl des Oberrabbiners aus der Großen Synagoge Kopenhagen entfernten, legte  Lewenstein sein Amt als Oberrabbiner nieder. Er verließ mit Gleichgesinnten die Einheitsgemeinde und gründete die Austrittsgemeinde Machsike Hadas.
Die erste Adresse der Austrittsgemeinde Machsike Hadas war Nørregade 7, bis diese 1916 in ein Hinterhaus in der Pulstervig 6 umzog. Zwei Jahre später wurde dieser Ort aufgegeben, und die Gemeinde zog zu einer Privatadresse um, bis die Synagoge (nachdem diese noch einmal Mitte der 1920er Jahre in der Nørregade war) 1934 in der Ole Suhrsgade einen Platz fand. Das Gebäude im Hof, das die Synagoge heute beherbergt, wurde erst 1958 gebaut.
Machsike Hadas ist nicht die erste jüdische Austrittsgemeinde Dänemarks – so wurde 1845 eine Synagoge in der Læderstræde gegründet, die noch bis in die 1960er Jahre bestand.